# Абсолютный чемпионат России по самбо 2007
Абсолютный чемпионат России по самбо 2007 года прошёл в Армавире (Краснодарский край) 28 сентября. В соревнованиях приняли участие 11 участников.

## Медалисты
| Весовая категория | Золото                              | Серебро           | Бронза                                              |
| ----------------- | ----------------------------------- | ----------------- | --------------------------------------------------- |
| Абсолютная        | Михаил Старков Свердловская область | Адам Делок Адыгея | Андрей Ивкин Москва Андрей Волков Рязанская область |

5-6 места разделили между собой Николай Барабанов и Тимур Бучукури.